# Alta Via Val di Susa
Der Höhenweg Alta Via Val di Susa ist ein hochalpiner Bergwanderweg entlang der Hänge des piemontesischen Susatals  und verläuft etwa je zur Hälfte durch Gebiete der Cottischen Alpen und der Grajischen Alpen.

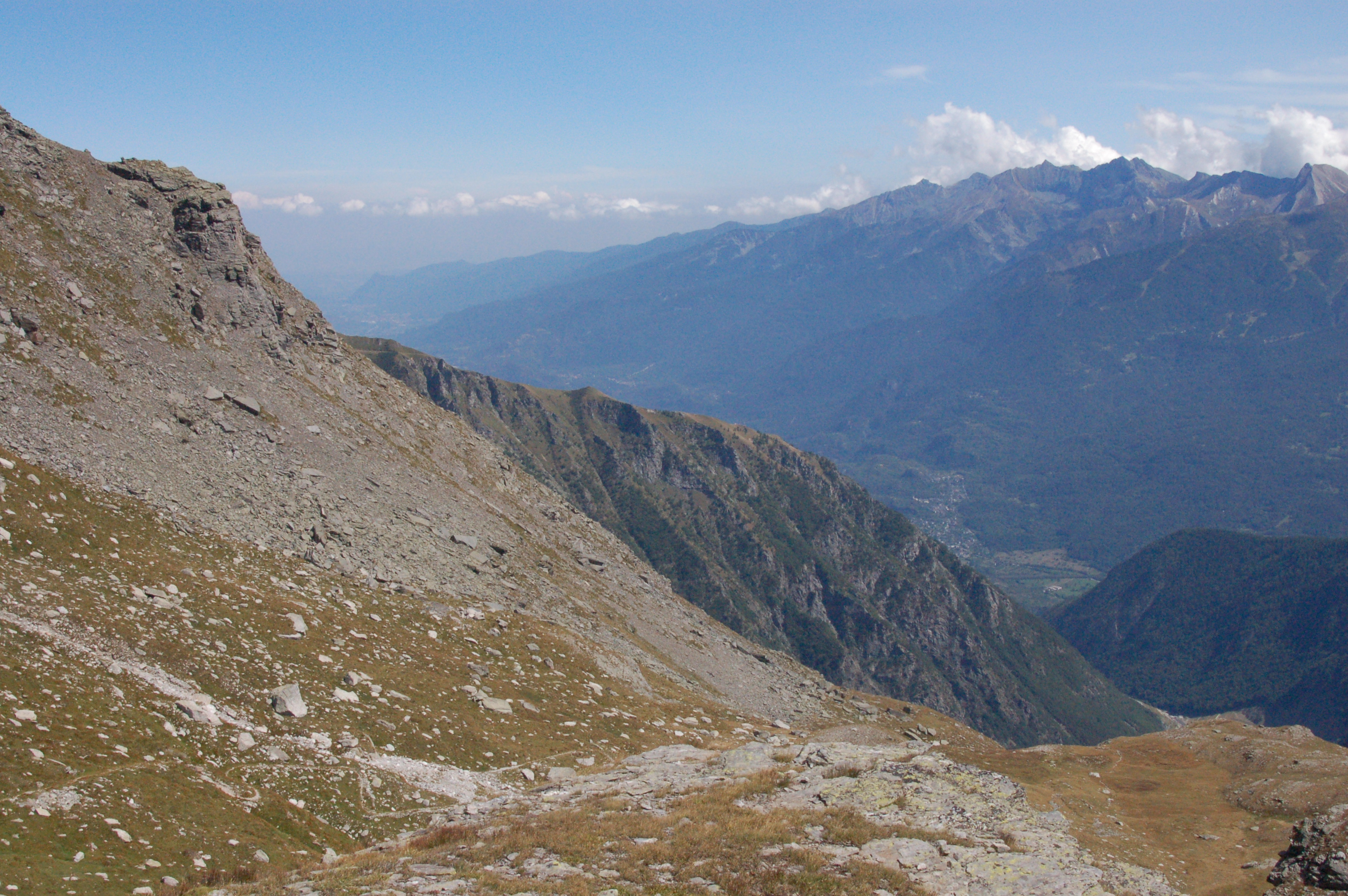
Col de Clapier

## Wegverlauf
Die Alta Via Val di Susa verbindet Bardonecchia im oberen Susatal mit dem Colle del Lys im unteren Susatal.
Auf einer Länge von circa 100 km verläuft der Höhenweg anfangs durch die Cottischen Alpen, führt oberhalb des Forte di Exilles auf über 3000 Meter hinauf (höchster Punkt: Passo Galambra, 3078 m) und passiert am Col de Clapier die Grenze zu Frankreich. Über das Mont-Cenis-Plateau und vorbei am gleichnamigen Stausee führt der Weg in die Grajischen Alpen und wieder auf italienisches Territorium zum Rifugio Cà d’Asti unterhalb des Rocciamelone, des höchsten Wallfahrtsortes der Alpen. Über die Pässe Colle della Croce di Ferro (2548 m) und Colle di Coupe (2341 m), die beide Übergänge in das südlichste der drei Lanzotäler, das Val di Viù, darstellen, endet die Alta Via Val di Susa am Colle del Lys.
Teilstücke der Alta Via Val di Susa wurden in den ‚blauen Weg‘ des Weitwanderweges Via Alpina eingebunden.

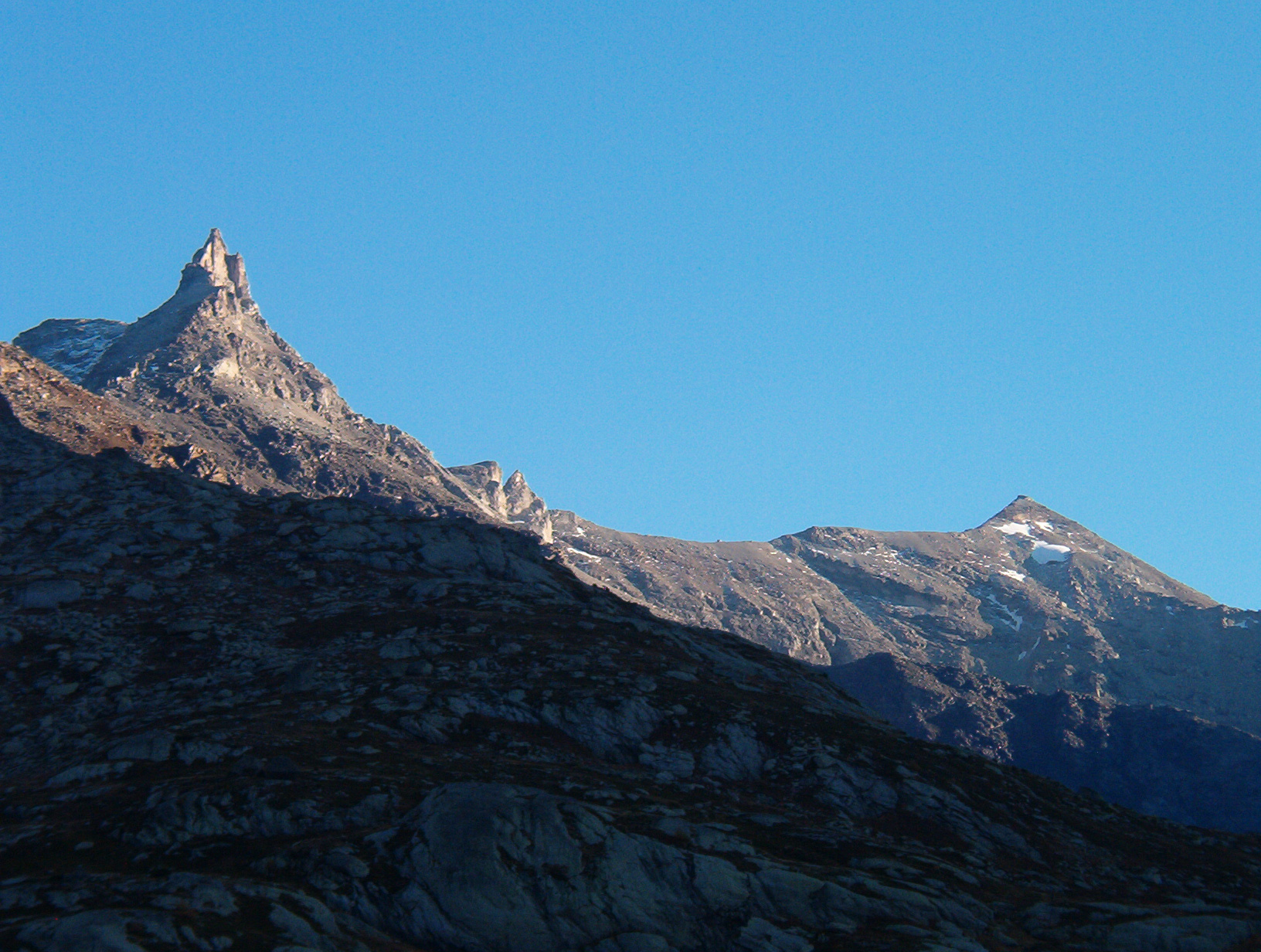
Dent d’Ambin

## Schwierigkeitsgrad
Die Wanderung verläuft über in aller Regel gut markierte Wege und ist für erfahrene Bergwanderer gefahrlos zu gehen. Trittsicherheit, absolute Schwindelfreiheit und Erfahrung in hochalpinem Terrain muss aber vorhanden sein.